# Shawn Johnson
Shawn Machel Johnson East (Des Moines, Iowa; 19 de enero de 1992) es una gimnasta artística estadounidense retirada. Fue campeona olímpica en barra de equilibrio y ganadora de tres medallas de plata en los Juegos Olímpicos de Pekín 2008 (final por equipos, final Individual y suelo). En el Campeonato Mundial de Gimnasia de 2007 celebrado en Stuttgart (Alemania) se proclamó campeona del mundo individual. Además también consiguió la medalla de oro en la final por equipos y en la de suelo. Fue campeona nacional individual en 2007 y en 2008.

## Biografía
Johnson nació en Des Moines, Iowa. Es la única hija de Doug y Teri Johnson. Empezó a tomar clases de gimnasia a la corta edad de tres años. A los seis años de edad empezó a entrenar en la escuela Chow's Gymnastics and Dance Institute, fundada por el ex gimnasta chino Liang Chow.
Johnson asistió a la Valley High School en West Des Moines (Iowa) hasta el 2009. Finalizó la educación secundaria en 2010, mediante un tutor privado. A diferencia de la mayoría de gimnastas de élite, Johnson limitó sus entrenamientos a 25 horas a la semana (siendo lo habitual entrenar 40), para poder terminar sus estudios. A pesar de matricularse en la Universidad de Universidad Vanderbilt en 2013, Johnson no empezó sus estudios universitarios.
En abril de 2016 se casó con el jugador de fútbol americano Andrew East en Tennessee. En octubre de 2017 reveló en su canal de Youtube que había sufrido un aborto espontáneo. En abril de 2019 la pareja anunció que estaba esperando su primer hijo. El 29 de octubre de 2019, Johnson e East tuvieron su hija, Hazel Drew East. Nastia Liukin es su madrina. En enero de 2021, la pareja anunció que estaban esperando su segundo hijo. Dio a luz a un hijo varón, Jett James East, el 19 de julio de 2021. En julio de 2023 hicieron público que estaban esperando su tercer hijo. Su hijo, Barrett Madison East, nació el 12 de diciembre de 2023.
En noviembre de 2015 reveló que en 2008 sufrió un trastorno alimenticio que la llevó a ingerir tan solo 700 calorías al día, menos de la mitad de la ingesta recomendada para una deportista de élite de su edad.

## Carrera júnior
En 2005 compitió por primera vez en el U.S Classic donde se clasificó en tercer lugar. En el campeonato nacional de ese mismo año, Johnson se cayó en la barra de equilibrio en el primer día de competición lo que provocó que quedara en décimo lugar.
En 2006, Johnson agregó nuevos ejercicios en suelo y en barras asimétricas, incluyendo ejercicios de dificultad G, la máxima en el código de puntuación. Ganó la prueba individual del Campeonato Nacional en categoría júnior, obteniendo mayores puntuaciones que cualquier gimnasta en categoría sénior ese año.

## Carrera profesional

### 2007
Johnson comenzó a competir en categoría sénior en 2007. Compitió en la Copa Teyson, donde ganó la competición individual por encima de su compañera Natasha Kelley. También compitió en los Juegos Panamericanos de 2007 celebrados en Río de Janeiro, donde se proclamó campeona por equipos junto a Rebecca Bross, Ivana Hong, Nastia Liukin, Samantha Peszek y Amber Trani. Individualmente ganó 3 medallas de oro (general individual, barra de equilibrio, barras asimétricas) y una plata (suelo).
En el Campeonato Nacional celebrado en San José (California), ganó la competición general superando a Shayla Worley por más de tres puntos de diferencia, y a la dos veces campeona nacional Nastia Liukin en más de cinco.
Johnson fue elegida para representar a Estados Unidos en el Campeonato Mundial de Gimnasia de 2007 celebrado en Stuttgart, Alemania del 1 al 9 de septiembre, junto a Nastia Liukin, Shayla Worley, Alicia Sacramone, Ivana Hong y Samantha Peszek.
En preliminares (clasificación) Johnson puntuó 16.250 en barra de equilibrio, 15.150 en suelo, 15.175 en salto, y (con una caída en su salida) 14.625 en barras asimétricas. Estados Unidos se clasificó en primer lugar en la competición por equipos y Johnson se clasificó para la final individual, la final de barra de equilibrio y la final de suelo.
El equipo de Estados Unidos ganó la final por equipos con una puntuación de 184.400 puntos, 0,950 puntos por delante del equipo chino, que se clasificó en segunda posición.
En la final individual, Johnson obtuvo una puntuación final de 61,875 (15.175 en salto, 15.375 en barras asimétricas, 15.900 en viga de equilibrio y 15.425 en el piso) y se proclamó campeona mundial; quedando por delante de la rumana Steliana Nistor y de la brasileña Jade Barbosa y la italiana Vanessa Ferrari, que empataron en la tercera posición. Se convirtió en la cuarta gimnasta estadounidense en conseguir el campeonato mundial individual, tras Kim Zmeskal en 1991, Shannon Miller en 1993 y 1994, y Chellsie Memmel en 2005.
En las finales por aparatos, se cayó de la barra de equilibrio y acabó en la octava posición, con una puntuación final de 14,475. En la final de suelo, se salió del límite de la pista en su primer pase, pero ganó el oro con una nota de 15,250, sobrepasando a su compañera Alicia Sacramone, que se llevó la medalla de plata.

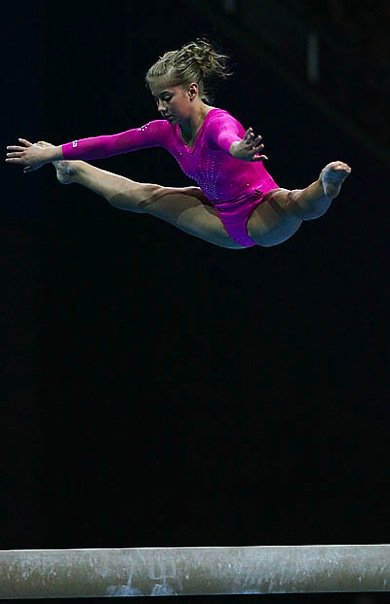
Shawn en su ejercicio de barra de equilibrio.

### 2008
El 1 de marzo, Johnson compitió por segunda vez en su carrera en la Copa estadounidense. Aunque obtuvo las puntuaciones más altas en barra de equilibrio (16.325), suelo (15.975) y salto (15,175), acabó segunda en la clasificación general, por detrás de Nastia Liukin. Un mes más tarde, representó a Estados Unidos en el torneo City of Jesolo en Italia. El equipo formado por Jana Bieger, Olivia Courtney, Chelsea Davis, Bridget Sloan, Samantha Peszek y ella misma se clasificó en la primera posición.
El 7 de julio, Johnson ganó el concurso general en el Campeonato Nacional con una puntuación de 127.5, con un punto de ventaja sobre Liukin. Además, también ganó en el ejercicio de suelo.
A finales de junio participó en las pruebas de selección para formar parte del equipo estadounidense en los Juegos Olímpicos de 2008. Tras dos días de competición en Filadelfia, Pensilvania, fue seleccionada junto a Nastia Liukin como integrante del equipo olímpico.

#### Juegos Olímpicos de Pekín
Entre el 9 y el 19 de agosto de 2008 participó en la vigésimo novena edición de los Juegos Olímpicos celebrados en Pekín, China. Johnson formó parte del equipo femenino de gimnasia artística junto a Nastia Liukin, Alicia Sacramone, Chellsie Memmel, Samantha Peszek y Bridget Sloan.
Durante las pruebas preliminares, Johnson participó en los cuatro aparatos consiguiendo una puntuación combinada de 62.725 puntos, que ayudaron al equipo estadounidense a clasificarse para la final por equipos. Además, también se clasificó para participar en las finales de all-around, suelo y barra de equilibrio.
El 13 de agosto, junto a sus compañeras de equipo, ganó la medalla de plata en la final por equipos, quedando por detrás del equipo anfitrión. Johnson, que compitió en los cuatro aparatos, colaboró en la puntuación final de su equipo (186,525), que no fue suficiente para batir a las chinas, que ganaron el oro con una puntuación final de 188,900.

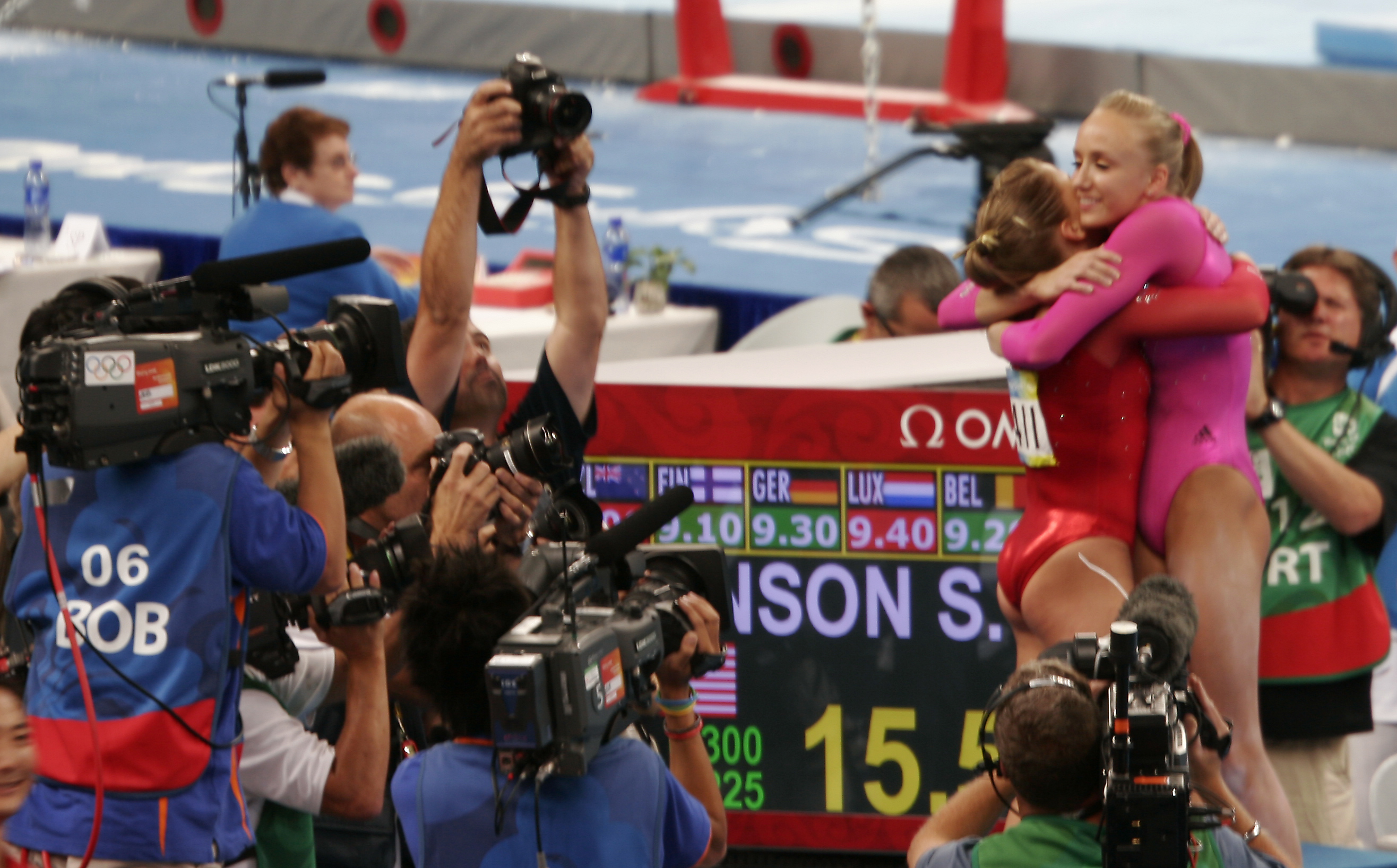
Johnson y Liukin, después de la final individual en los Juegos Olímpicos de 2008.

El 15 de agosto participó en la final individual, donde obtuvo una puntuación final de 62.725 (15.875 en salto, 15.275 en barras asimétricas, 16.050 en la barra de equilibrio y 15.525 en suelo) que le daría la medalla de plata, por detrás de su compatriota Nastia Liukin (63.325) y por delante de la china Yang Yilin (62.650).
En la final de suelo que tuvo lugar el 17 de agosto, Johnson, que era la entonces campeona mundial, se llevó la medalla de plata con una puntuación de 15.500, por detrás de la rumana Sandra Izbaşa (15.650) y por delante de Nastia Liukin (15.425).
Finalmente, el 19 de agosto, ganó la medalla de oro en la final de barra de equilibrio con una puntuación de total de 16.225 realizando un ejercicio de dificultad de 7.000 y una ejecución de 9.225. Por detrás de ella completaron el podio Nastia Liukin (16.025) y Cheng Fei (15.950).
En total recaudó 4 medallas (1 de oro y 3 de plata), siendo la segunda gimnasta más condecorada de los Juegos de Pekín, por detrás de su compatriota Nastia Liukin, que obtuvo 5 medallas (1 de oro, 3 platas y 1 de bronce).

### Retirada
Tras los Juegos Olímpicos se tomó un periodo de descanso antes de volver a entrenar. En 2010 se desgarró el ligamento anterior cruzado de su pierna derecha mientras esquiaba, lesión por la cual tuvo que pasar por quirófano. Dicha lesión la mantuvo apartada de la competición durante todo el año. En mayo de ese mismo año, anunció que empezaba a entrenar para prepararse para los Juegos Olímpicos de 2012.
En febrero de 2011 fue seleccionada para volver a formar parte del equipo nacional estadounidense. En septiembre fue nombrada suplente del equipo que participó en el Campeonato Mundial de Gimnasia Artística de Tokio. En octubre de ese mismo año, participó en el Campeonato Panamericano celebrado en Guadalajara, México, donde ganó la medalla de oro por equipos. Además, se clasificó segunda en la final de barras asimétricas.
En 2012, con 20 años de edad, decidió retirarse de la gimnasia y de la carrera para formar parte del equipo olímpico tras diversos problemas en la rodilla izquierda.

## Entretenimiento
Después de su éxito en Stuttgart fue invitada a muchos programas televisivos, entre los que destacan el show de Ellen DeGeneres, donde fue invitada dos veces, además de participar  en Jimmy Kimmel Live, Good Morning America y Larry King Live.
En septiembre de 2008 hizo un pequeño cameo en la serie The Secret Life of the American Teenager. En enero de 2010, volvió a aparecer en la segunda temporada de la serie.
En febrero de 2009 se anunció que Johnson participaría en la octava edición del programa de televisión Dancing with the Stars emitido en la cadena estadounidense ABC. Junto a su pareja de baile, Mark Ballas, ganó el concursó con tan solo un 1% más de los votos que el segundo clasificado.
En 2012 volvió a participar en la edición all-star del programa, donde formó pareja con el bailarín Derek Hough. En dicha ocasión, Johnson quedó segunda por detrás de la pareja formada por Melissa Rycroft y Tony Dovolani.
En agosto de 2009 participó en la edición de famosos del programa ¿Quién quiere ser millonario?, donde, tras contestar correctamente su pregunta, ganó 50.000 dólares que fueron donados al Hospital de niños de Des Moines.
En 2010 formó parte del jurado del desfile de Miss America.
En 2015 participó en el reality The Celebrity Apprentice, emitido en el canal NBC.
En septiembre de 2016 participó en el Kellogg's Tour of Gymnastics por todo el país junto a los equipos olímpicos de Gimnasia artística y rítmica.
En octubre de 2017 fue una de las presentadoras del reality Adventure Capitalists. También ese año compitió en el programa The Challenge, emitido en la cadena MTV.
En junio de 2018 participó en uno de los episodios del programa Family Feud, en el que participan las familias de dos personajes famosos. Su equipo, formado por su marido, Andrew East, su madre, Tory Johnson, y sus cuñados JD y Guy East, compitió contra la familia de la también gimnasta Laurie Hernandez.

## Reconocimientos
- En septiembre de 2007 recibió el premio "Longines Prize for Elegance" en Stuttgart, que se le otorga a los atletas que han demostrado elegancia durante su trayectoria deportiva a nivel internacional.[52]
- En 2007, tras el Campeonato Mundial, el entonces gobernador del estado de Iowa Chet Culver, proclamó el 17 de octubre como el "Día Shawn Johnson".[11]
- Desde 2008, Johnson tiene una escultura de bronce en su honor en el Salón del Orgullo en Des Moines, Iowa.[53]
- En 2009 ganó el premio a la "Mejor atleta olímpica" que otorga ESPN.[54]
- En abril de 2009 ganó el premio AAU James E. Sullivan, que otorga la Amateur Athletic Union. Dicho galardón se le concede al atleta que mejor representa las cualidades de "liderazgo y deportividad".[55]
- El 15 de agosto de 2013 fue introducida en el salón de la fama de la gimnasia estadounidense junto a sus compañeras de equipo Nastia Liukin, Shayla Worley, Alicia Sacramone, Ivana Hong y Samantha Peszek.[56][57]